# Надзорный капитализм

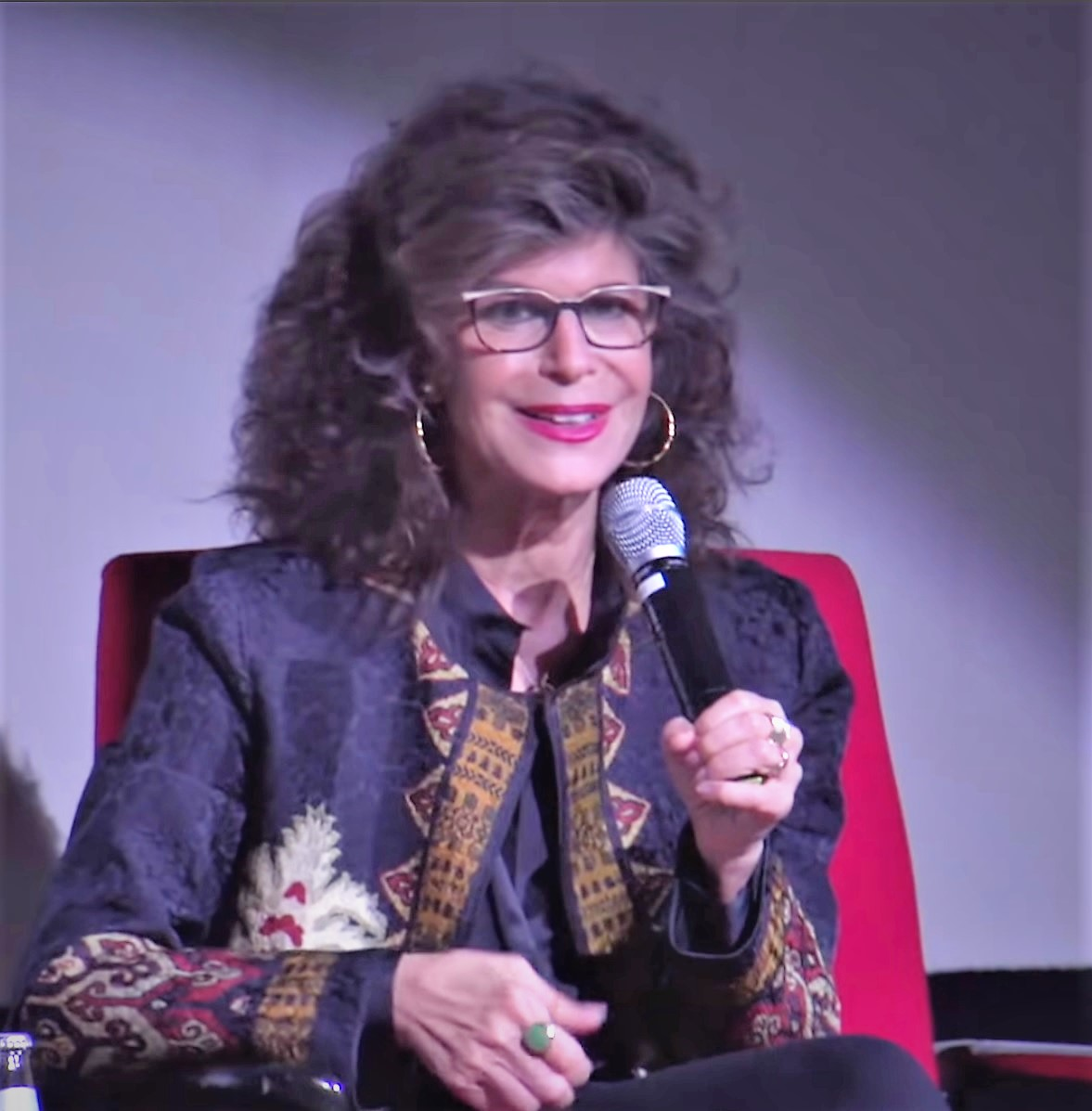
Автор термина Шошана Зубофф

Надзорный капитализм (следящий капитализм, шпионящий капитализм; англ. Surveillance capitalism) — концепция, разработанная американским философом Шошана Зубофф в 2018 году, согласно которой современные монополии получают доход благодаря возможности установить тотальный надзор за каждым потребителем за счёт всеобъемлющего проникновения Интернета. Концепция была подробно описана Зубофф в книге «Эпоха надзорного капитализма. Битва за человеческое будущее на новых рубежах власти» (англ. The Age of Surveillance Capitalism: The Fight for a Human Future at the New Frontier of Power).

## Описание
Шошана Зубофф проводит сравнение с «ящиком Скиннера» — лабораторным прибором где испытуемым животным предлагалось выполнить действие и получить за это поощрение в виде корма или воды: монополисты урезают личность потребителя до «подопытного» интернет-пользователя, и эксплуатируют его потребности ради корпоративной выгоды. Пользователи Интернета вводят поисковые запросы, ведут свои страницы в социальных сетях, ставят лайки, создавая таким образом собственное пространство в Сети. Со своей стороны, интернет-компании получают информацию о том, что люди ищут в Интернете, с кем они связаны в социальных сетях, по каким маршрутам они путешествуют на такси и так далее. Предсказательная аналитика позволяет предлагать продавцам товаров и услуг такие продукты, которые по точности совпадения с потребительских предпочтений превосходят любые решения на основе деловой интуиции, и потому позволяют гарантированно управлять потребительским спросом. Это позволяет интернет-компаниям получать доход, который Зубофф называет «дивидендами надзора» (surveillance dividends).
По мнению автора, эта модель впервые была доведена до совершенства корпорацией Google (сейчас — Alphabet). Она приводит в пример популярную бесплатную игру для смартфонов «Pokémon Go», в которой игрока в погоне за редким персонажем-покемоном направляли в Starbucks, McDonald’s или в церковь, нуждающуюся в новых прихожанах. При этом заплатившим за участие в проекте компаниям корпорация Google гарантировала, что потребители физически появятся в нужных им местах.
Зубофф считает, что «надзорный капитализм» является угрозой для «права на будущее время» (right to the future tense) и «права на убежище» (the right to sanctuary). «Право на будущее время» попирается из-за того что, во-первых, поисковые системы сохраняют и индексируют всю информацию, которая появляется в Интернете, поэтому любое случившееся с людьми событие навсегда остаётся доступным поиску. Во-вторых, они позволяют предсказывать и формировать поведение людей. «Надзорный капитализм» лишает людей «права на убежище», превращаясь, по мнению Зубофф, в своего рода тоталитаризм, но без идеологического содержания.
Зубофф предложила запретить продажу «предсказывающих продуктов» как угрожающих персональной автономии и демократическому обществу. 

## Влияние
Концепцию «надзорного капитализма» используют при анализе романа «Каждый» (2021) американского писателя Дэйва Эггерса.